# Halobates hawaiiensis
Halobates hawaiiensis Usinger, 1938 è un insetto della famiglia Gerridae.

## Distribuzione e habitat
La specie popola le acque costiere delle isole Hawaii e di una serie di piccole isole e atolli della Polinesia Francese (Kiribati, isole Marchesi, isole della Società, isole Tuamotu).

## Biologia
È una specie gregaria, che può formare aggregazioni di diverse migliaia di individui.
Si nutre di insetti caduti in acqua e talora può esibire comportamenti cannibalistici.
Depone le uova su rocce immerse vicino alla costa o ancorate alle radici di piante acquatiche.